# Troiliet
Troiliet of meteoorkies is een mineraal dat behoort tot de sulfiden. Het is een ijzersulfide met de scheikundige formule {\displaystyle {\ce {FeS}}}. Troiliet behoort tot de pyrrhotietgroep en heeft een hexagonaal kristalstelsel. Het is een grijsbruin, bronskleurig, metallisch mineraal. Op Aarde is het relatief zeldzaam, maar het komt veel voor in meteorieten, met name chondrieten. Het is ook gevonden in door het Apolloprogramma teruggebrachte maanstenen.
Troiliet vertoont net als alle mineralen van deze groep een deficiëntie in ijzer. Het is niet magnetisch en heeft een hardheid tussen 3,5 en 4,0. Omdat troiliet sporen van uranium kan insluiten is het bruikbaar voor radiometrische datering met de uranium-loodmethode.
Troiliet is genoemd naar de Italiaan Domenico Troili, die in 1766 de inslag van een meteoriet beschreef. Daarbij vond hij kristallen van een bronzig mineraal. In 1862 noemde Gustav Rose het mineraal daarom naar Troili.